# Piroklaszt ár
A piroklaszt sűrűségár vulkánkitöréseknél esetenként fellépő törmelékárat kísérő jelenség, a piroklasztikus folyam a felszín közelében mozgó, gravitáció által hajtott gázokból és szilárd törmelékekből álló ár. Jellemzői, hogy leginkább völgyekben zúdul alá, sebessége nagy (> 100 km/h), nagy mozgási energiával rendelkezik, nagyméretű, kiterjedt izzófelhő alatt mozog, és előfordul, hogy igen magas hőmérsékletű.

## Osztályozásuk
Többféle módon osztályozhatók a piroklaszt sűrűségárak:
A robbanásos vulkáni kitörések lefolyásának típusai:
- Piroklaszt szórás (hamufelhőből hulló törmelékhullás)
- Piroklaszt ár (nagy törmeléksűrűség)
- Piroklaszt torlóár (kis törmeléksűrűség)

### Törmeléksűrűség alapján
- Ha nagy az ár törmeléksűrűsége, akkor piroklaszt árról van szó, tovább kétfelé oszthatók a piroklaszt árak: a horzsakő tartalmú hamuárak, ezt másképp ignimbritnek nevezzük; illetve a tömött, nagy sűrűségű és törmelék-tartalmú blokk- és hamuárak, melyet nuée ardente-nek nevezünk.
- Ha az ár törmeléksűrűsége kicsi, akkor piroklaszt torlóár megnevezés illeti a jelenséget.

### Keletkezésük szerint
A piroklaszt sűrűségárak lávadómok vagy kitörési felhők összeomlásával keletkezhetnek. 
- Egy viszkózus lávadóm összeomolhat a saját súlya révén (gravitációs összeomlás), vagy robbanás következtében. Az utóbbit Pelée-típusúnak nevezzük, az előbbit Merapi-típusúnak. A Pelée-típusú egyik alváltozata, amikor a robbanás mellett hegyomlás is bekövetkezik, ez történt a Mount Saint Helens 1980-as kitörésekor is. A lávadómok összeomlása során blokk- és hamuárak keletkeznek, izzófelhőként vagy nuée ardente-ként zúdulnak alá a lejtőkön.

- A kitörési felhők összeomlása (Sufriére-típus) bekövetkezhet egyszeri alkalommal, vagy folyamatos kitörési oszlopok esetében szakaszosan. Utóbbi esetben az állandó utánpótlás miatt a kitörési felhő megmarad a végleges összeomlásig, kisebb darabok szakadnak le róla, és sűrűségárakként zúdulnak alá. A nagy sűrűségű felhők általában hamarabb összeomlanak, mint a kisebb sűrűségűek, alapvetően saját súlyuknál fogva. A  kitörési felhők összeomlása következtében torlóárak, ignimbrit, azaz horzsakő- és hamuárak és nuée ardente-ek, vagyis izzófelhők is keletkezhetnek.

Legtöbbször a kitöréseknél nem egy jelenség lép fel, lávadóm, lávaömlés, kitörési felhő, többféle piroklaszt sűrűségár is előfordulhat, a fenti események nem zárják ki egymást.